# Eucyclops
Eucyclops è un genere di copepodi della famiglia Cyclopidae.

## Descrizione
Ciclopoidi dal corpo snello, somite genitale posteriormente rastremato, rami furcali molto lunghi o di lunghezza media, setole terminali esterna ed interna corte. Primo paio di antenne di 12 articoli, i tre terminali orlati da una sottile membrana ialina. Formula delle spine: 3-4-4-3. Ricettacolo seminale costituito da due somiti fusi.

## Specie
- Eucyclops agilis (Koch, 1838)
- Eucyclops bondi (Kiefer, 1934)
- Eucyclops borealis (Ishida, 2001)
- Eucyclops conrowae (J. W. Reid, 1992)
- Eucyclops elegans (Herrick, 1884)
- Eucyclops festivus (Lindberg, 1955)
- Eucyclops macruroides (Lilljeborg, 1901)
- Eucyclops macrurus (G. O. Sars, 1863)
- Eucyclops neomacruroides (Dussart & Fernando, 1990)
- Eucyclops phaleratus
- Eucyclops prionophorus (Kiefer, 1931)
- Eucyclops serrulatus (Fischer, 1851)
- Eucyclops speratus (Lilljeborg, 1901)